# Laurie Strode
Laurie Strode è un personaggio cinematografico immaginario ideato da John Carpenter e Debra Hill come principale final girl della saga di film horror slasher Halloween  e resa iconica da Jamie Lee Curtis.
Laurie appare in Halloween - La notte delle streghe, Halloween II - Il signore della morte, Halloween - 20 anni dopo, Halloween - La resurrezione, Halloween, Halloween Kills e Halloween Ends, dove è interpretata da Jamie Lee Curtis, nonché in Halloween - The Beginning e Halloween II, dove è interpretata da Scout Taylor-Compton.

## Biografia personaggio

### Infanzia (1961-1964)
Cynthia Anne Myers (saga originale) / Angel Myer (reboot di Rob Zombie) nasce nel 1961 (nel 1990 nel reboot di Zombie) da Peter Myers ed Edith Nordstrom (Deborah Myers nel remake di Zombie) e ha una sorella e un fratello maggiori, Judith Margaret e Michael Audrey; la casa dei Myers si trova al 45 di Lampkin Lane nel tranquillo sobborgo nord-ovest di Machesney ad Haddonfield in Illinois.
31 ottobre 1963, Haddonfield (Illinois). Nel film originale, quando Michael esce di nascosto da casa della sig.ra Blankenship per uccidere Judith, lei non viene mostrata ma probabilmente era dalla Blankenship col fratello (vedi Halloween - La notte delle streghe). Nel reboot di Zombie, viene ritrovata dalla madre Deborah in braccio al fratello Michael dopo che questi ha ucciso patrigno, sorella e ragazzo della sorella (vedi Halloween - The Beginning).
1964, Haddonfield (Illinois). Nel film originale, mentre Michael è rinchiuso allo Smith's Grove Sanitarium, Peter ed Edith muoiono in un incidente d'auto così lei viene data in adozione a Morgan e Pamela Strode (Mason e Cynthia Strode nel remake di Zombie); che la chiamano Laurie (vedi Halloween - La notte delle streghe). Nel reboot di Zombie, dopo che Michael, rinchiuso allo Smith's Grove Sanitarium, uccide un'infermiera, Deborah si suicida e lei viene data in adozione a Morgan e Pamela Strode che la chiamano Laurie (vedi Halloween - The Beginning).

### Infanzia e adolescenza (1964-1978)
Laurie Strode cresce ad Haddonfield (Illinois) con gli amorevoli Morgan e Pamela Strode (Mason e Cynthia Strode nel remake di Zombie).

## Film

### Serie originale
Halloween - La notte delle streghe

31 ottobre 1963, Haddonfield (Illinois). La notte di Halloween, mentre Cynthia è dalla vicina sig.ra Blankenship che le fa da baby-sitter, il piccolo Michael Myers, travestito da clown, uccide con un coltello da cucina la sorella adolescente Judith in casa loro. 
31 ottobre 1978, Haddonfield (Illinois). Il 21enne Michael Myers (Nick Castle), evaso la sera prima dallo Smith's Grove Sanitarium di Warren County con l'auto dell'infermiera Marion Chambers, raggiunge la sua casa natale messa in vendita dall'agenzia del padre di Laurie Strode (Jamie Lee Curtis), una diciassettenne che l'uomo inizia subito a pedinare. Quella notte Laurie, unica tra le sue amiche a non avere un ragazzo, deve far da baby-sitter al piccolo Tommy Doyle così l'amica Annie Brackett, avendo un appuntamento col suo ragazzo, Paul, le affida anche Lindsey Wallace, la bimba a cui dovrebbe badare lei e che abita di fronte ai Doyle. È così che mente Laurie fa vedere ai due bambini Il pianeta proibito in TV, Michael, dai Wallace, uccide Annie, Linda Van Der Klok e il suo fidanzato Bob Simms per poi aggredire Laurie, attirata nella casa dei vicini, facendola però cadere dalle scale e agevolandole così la fuga dai Doyle dove si barrica con Tommy e Lindsey. Michael riesce però ad entrare in casa Doyle e attaccarla nuovamente ma, quando sembra ormai che Myers stia avendo la meglio su Laurie, il Dr. Samuel "Sam" Loomis (Donald Pleasence), psichiatra di Michael accorso anche lui ad Haddonfield, irrompe e spara sei colpi di pistola a Michael che cade dal balcone. Quando però Laurie e Loomis si affacciano per guardare il cadavere, vedono solo l'orma del corpo lasciata sul terreno erboso: Michael è scappato.
Halloween II - Il signore della morte

31 ottobre 1978, Haddonfield (Illinois). Mentre Laurie Strode (Jamie Lee Curtis) viene portata al Haddonfield Memorial Hospital e il Dr. Samuel "Sam" Loomis (Donald Pleasence), sebbene abbia assistito alla possibile morte di Michael Myers (Dick Warlock) in un incidente d'auto, corre all'ospedale dopo aver visto la parola "Samhain" scritta col sangue sulla lavagna della scuola elementare cittadina e aver saputo dall'infermiera Marion Chambers che Laurie, in realtà, è Cinthya Anne Myers, Michael, che non è morto e ha saputo che Laurie è sopravvissuta, ci va anche lui. È così che Micheal, dopo aver ucciso parecchi membri dello staff medico armato di bisturi, accoltella il Dr. Loomis ma poi Laurie gli spara con la pistola dal dottore. Mentre Lauri fugge, Loomis, seppur ferito, riesce a riempir con del gas infiammabile la stanza in cui c'è Michael tramortito e, dopo averla lasciata, la fa esplodere vedendo così Michael avvolto dalle fiamme. Laurie viene vista per l'ultima volta mentre viene trasferita in un altro ospedale.
Halloween 4 - Il ritorno di Michael Myers

Viene detto che Laurie Strode e il marito James "Jimmy" Lloyd sono morti in un incidente e la loro bambina, Jamie Lloyd, è stata data in adozione ai Carruthers.

### Serie "20 anni dopo"
Halloween - 20 anni dopo

31 ottobre 1998, Summer Glen (California). Laurie Strode (Jamie Lee Curtis) ha solo finto la sua morte per poi cambiar nome in Keri Tate e diventar preside della scuola privata Hillcrest Academy High School in California dove vive col figlio John Tate nel terrore che il fratello possa ritornare. Quando, in effetti, Michael Myers (Chris Durand) arriva a Summer Glen la notte di Halloween e uccide due amici di John, Laurie, messi al sicuro il figlio e la sua ragazza, affronta il fratello e dopo una dura lotta lo uccide ma, per esser sicura che sia morto, lo decapita.
Halloween - La resurrezione

31 ottobre 2001, Grace Andersen Sanitarium (California). Laurie Strode (Jamie Lee Curtis), che in realtà ha decapitato un paramedico col quale Michael aveva scambiato i vestiti, è ora una paziente di un manicomio criminale dove, all'insaputa dei medici, si sta preparando per il ritorno del fratello. È così che, quando infine Michael Myers (Brad Loree) entra nell'istituto la notte di Halloween, Laurie lo attira sul tetto e lo fa cadere in una trappola e, per esser certa che sia lui, prova a togliergli la maschera ma, così, si avvicina a Michael che la pugnala uccidendola.

### Serie reboot (di Rob Zombie)
Halloween - The Beginning

31 ottobre 1990, Haddonfield (Illinois). La notte di Halloween, il piccolo Michael Myers, indossata una maschera da clown, uccide con un coltello da cucina il compagno della madre, il fidanzato della sorella Judith e Judith stessa per poi uscire sul vialetto con in braccio la sorellina neonata Angel, l'unica che ha risparmiato, e qui viene trovato dalla madre Deborah (Sheri Moon Zombie).
1991, Warren County (Illinois). Dopo che Michael, che è stato rinchiuso al Smith's Grove Sanitarium sotto le cure del Dr. Sam Loomis (Malcolm McDowell), smette di parlare e poi sgozza una infermiera, Deborah si spara in testa e così la piccola Angel viene data in adozione.
31 ottobre 2007, Haddonfield (Illinois). Michael Myers (Tyler Mane), evaso la sera prima dal manicomio criminale, raggiunge la sua casa natale e inizia a pedinare la diciassettenne Laurie Strode (Scout Taylor-Compton). Quella notte Laurie deve far da baby-sitter al piccolo Tommy Doyle così l'amica Annie Brackett, avendo un appuntamento col suo ragazzo, Paul, le affida anche Lindsey Wallace, la bimba a cui dovrebbe badare lei e che abita di fronte ai Doyle. È così che mente Michael uccide Annie, Paul, Linda Van Der Klok e il suo fidanzato Bob Simms nonché gli Strode e poi attacca Laurie che, così, chiama il 911 e si chiudersi in casa Doyle coi bambini dove, però, Michael riesce a entrare e a rapirla, il Dr. Loomis, arrivato in città anche lui, convince lo sceriffo Leigh Brackett che Michael Myers è tornato così l'uomo, sapendo che Laurie è in realtà Angel Myers, lo porta dagli Strode. Portata nella cantina dei Myers, Laurie si trova Michael inginocchiata accanto a lei che, dopo averle porto una loro foto da bambini, si toglie la maschera ma Laurie, non capendo cosa voglia, accoltella Michael per poi scappare inseguita da lui. Improvvisamente, Michael viene raggiunto da tre colpi di pistola sparati da Loomis il quale, però, viene poi ferito dal serial killer mentre Laurie fugge con l'arma. Michael trova Laurie e, dopo essere entrambi caduti da una finestra del primo piano, la prende in braccio per riportarla in casa: è così che Laurie gli punta la pistola in faccia e spara urlando. La faccia e le urla di Laurie adolescente vengono sovrapposte da immagini di Angel che piange in braccio a Michael in vecchi filmati di famiglia.
Halloween II

31 ottobre 2023, Haddonfield (Illinois). Laurie Strode (Scout Taylor-Compton), che si è trasferita dai Brackett e soffra di incubi ricorrenti su Michael e sua madre, scopre dal libro del Dr. Sam Loomis (Malcolm McDowell) che lei in realtà è Angel Myers, la sorella di Michael. Sconvolta, Laurie raggiunge Loomis che le rivela che anche lei soffre della stessa malattia che affliggeva Michael. Poco dopo Michael Myers, che intanto ha ucciso tutte le amiche della sorella, rapisce Laurie e la porta nel suo covo dove, però, viene seguito dal Dr. Loomis. Dopo che Mcihael ha ucciso il Dr. Loomis, Laurie riesce a uccidere Michael pugnalandolo al volto. Alla fine Laurie viene mandata in un istituto mentale, dove ha un'ulteriore visione di sua madre.
- director's cut: Laurie, dopo aver ucciso Michael, si avventa sul Dr. Loomis, che è sopravvissuto, ma viene uccisa dalla polizia[10].

### Serie "40 anni dopo" (di David Gordon Green)
Halloween

31 ottobre 2018, Haddonfield (Illinois). Quando Michael Myers (James Jude Courtney e Nick Castle) evade dallo Smith's Grove Sanitarium dove era sotto le cure del Dr. Ranbir Sartain, si precipita ad Haddonfield e inizia a uccidere, Laurie Strode (Jamie Lee Curtis) raggiunge sua figlia Karen (Judy Greer) e si mette a ricercare la nipote Allyson Nelson (Andi Matichak) che è già stata soccorsa dallo sceriffo Frank Hawkins e dal Dr. Sartain, arrivato anche lui in città. Poco dopo, però, il Dr. Sartain, pugnalato Hawkins per aver investito Michael e caricato Michael sulla volante, viene ucciso da Michael così Allyson scappa dalla nonna dove, dopo che Michael uccide Ray Nelson, Laurie accoltella il fratello, lo fa cadere nello scantinato, dove aveva piazzato una trappola che lo ingabbia e lo stordisce con del gas, e, Infine, poco prima di fuggire con Karen e Allyson, lascia cadere un bengala nella trappola che innesca un incendio che distrugge tutto lo stabile.
Halloween Kills

31 ottobre 2018, Haddonfield (Illinois). Mentre Laurie Strode (Jamie Lee Curtis) viene ricoverata per le ferite, Karen (Judy Greer) e Allyson Nelson (Andi Matichak), saputo che i pompieri hanno involontariamente salvato e liberato Michael Myers (James Jude Courtney e Nick Castle), cercano di fermarlo aiutate dagli abitanti di Haddonfield che lo prendono a bastonate ma, quando l'ex sceriffo Leigh Brackett è in procinto di sparargli, Michael si riprende, sgozza Brackett e uccide tutta la folla compresa Karen ma non Allyson.
Halloween Ends

31 ottobre 2022, Haddonfield (Illinois). Mentre Laurie Strode (Jamie Lee Curtis), vedendo in lui il male, vorrebbe che la nipote Allyson Nelson (Andi Matichak) lasciasse Corey Campbell (Rohan Campbell), un ragazzo che la notte di Halloween del 2019 ha accidentalmente ucciso il piccolo Jeremy Allen, Allyson decide di scappare con lui non sapendo, però, che, dopo essersi imbattuto in Michael Myers (James Jude Courtney e Nick Castle) nelle fogne, gli ha fatto uccidere delle persone. La sera della fuga con la fidanzata, Corey litiga con Michael, gli ruba la maschera, uccide varie persone e, infine, si reca da Laurie dove s'infilza un coltello nel collo proprio nel momento in cui Allyson rincasa e così la ragazza, pensando che la nonna lo abbia ucciso, fugge via disperata. Poco dopo, a casa di Laurie, arriva anche Michael che, dopo aver ucciso Corey ed essersi ripreso la sua maschera, inizia a lottare furiosamente con la donna - lei riesce a pugnalarlo e sgozzarlo mentre lui cerca di strangolarla - ma Allyson, tornata a casa dopo aver parlato col vice sceriffo Frank Hawkins, aiuta la nonna permettendole così di tagliare i polsi a Michael che muore dissanguato. In seguito Laurie getta il cadavere di Michael in un trituratore industriale distruggendolo.

## Videogiochi
Il personaggio di Laurie Strode compare nel videogioco Dead by Daylight, come sopravvissuto acquistabile. Fa la sua apparizione assieme al killer Michael Myers, anch’esso presente nel gioco, ed alla mappa di Haddonfield: Lampkin Lane, rappresentante il quartiere nella quale è stato girato il film.

## Casting
Fu Debra Hill a proporre Jamie Lee Curtis per il ruolo di Laurie quando scoprì che era la figlia di Janet Leigh, la star di Psyco, sostenendo che «Sapevo che scritturare Jamie Lee sarebbe stata una grande pubblicità per il film perché sua madre era in Psyco». Originariamente, infatti, John Carpenter avrebbe voluto Anne Lockhart, la figlia di June Lockhart, ma Anne era impegnata con altri film e progetti televisivi. Inoltre, in un'intervista, Carpenter ammise che «Jamie Lee non era la prima scelta per Laurie. Non avevo idea di chi fosse. Aveva 19 anni e recitava in uno show TV, ma io non guardavo la TV». 